# Mort à Venise
Pour les articles homonymes, voir Mort à Venise (homonymie).
Série Trilogie allemande
Les Damnés
(1969) Ludwig : Le Crépuscule des dieux
(1973)
Pour plus de détails, voir Fiche technique et Distribution.
Mort à Venise (Morte a Venezia) est un film franco-italien coécrit et réalisé par Luchino Visconti et sorti en 1971. Il s'agit du second film de la trilogie allemande, précédé des Damnés (1969) et suivi de Ludwig : Le Crépuscule des dieux (1973).
Inspiré par la nouvelle La Mort à Venise (1912) de Thomas Mann, Visconti décrit comment Gustav von Aschenbach, interprété par Dirk Bogarde, tombe sous le charme du beau garçon Tadzio pendant ses vacances à Venise, l'observe et le suit en secret et ne quitte pas la ville mortifère malgré l'épidémie de choléra qui s'y propage. Contrairement à la nouvelle, le voyageur n'est pas un écrivain célèbre, mais un compositeur raté et maladif. Visconti a intégré dans son film des éléments du roman Le Docteur Faustus (1947) du même Thomas Mann par le biais d'analepses et a ainsi soulevé des questions relatives à l'ambiguïté de l'artiste et à l'esthétique de la musique.
Avec la description détaillée de Venise, l'ambiance de décadence et de déchéance et la musique post-romantique de Gustav Mahler, ce film plusieurs fois primé et parfois controversé marque un tournant dans l'histoire des adaptations cinématographiques de Thomas Mann. Dans ce deuxième épisode de sa trilogie, Visconti s'est moins concentré sur l'adaptation cinématographique directe de l'intrigue littéraire que sur sa traduction avec des moyens spécifiques au cinéma, tout en conservant l'intertextualité complexe et le symbolisme des couleurs de l'œuvre originale. Mort à Venise a permis de populariser davantage Mahler, a eu un impact sur le style et a influencé les adaptations littéraires ultérieures. Comme l'a indiqué Dirk Bogarde, ce rôle d'homme tourmenté et déconfit a été le point culminant de sa carrière artistique.

## Synopsis
Le compositeur Gustav von Aschenbach se rend à Venise pour se reposer. Un bateau à vapeur, baptisé Esmeralda, glisse à l'aube dans la lagune de la ville, tandis que l'on entend l'Adagietto de la cinquième symphonie de Mahler. Assis sur le pont, le compositeur — enfermé dans son manteau et protégé du froid par une écharpe — contemple l'immensité. Alors qu'Aschenbach s'apprête à quitter le bateau et à monter dans la gondole, un vieillard importun et ostensiblement maquillé le harcèle de gestes et de propos obscènes, ce qui le pousse à se détourner avec indignation. Le gondolier roux, quant à lui, ne l'emmène pas à San Marco, où il veut prendre le vaporetto, mais, contre son souhait, directement au Lido, sur la plage duquel se trouve le Grand Hôtel des Bains. Il y prend ses quartiers et commence par exposer des photos de sa femme et de sa fille.

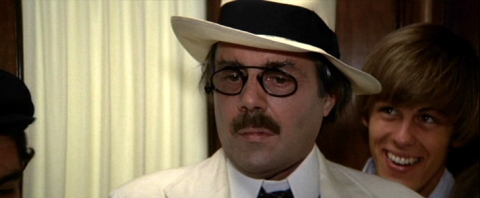
Le compositeur Gustav von Aschenbach (Dirk Bogarde).

Alors qu'il attend le dîner dans le hall de l'hôtel et que les quatre membres de l'ensemble de la maison interprètent des morceaux de salon de Franz Lehár, son attention est attirée par un groupe de jeunes polonais accompagnés d'une gouvernante. Comme fasciné, son regard s'arrête sur le beau garçon Tadzio qui, vêtu d'un costume de marin anglais, regarde la pièce, perdu dans ses pensées. Avec ses cheveux blonds qui lui arrivent aux épaules et son attitude nonchalante, il se distingue des sœurs habillées et coiffées chastement. À partir de cette image, les pensées d'Aschenbach glissent vers une longue conversation avec son ami et élève Alfried, qui connaît bien l'œuvre de son professeur. Au cours de la discussion, qui devient de plus en plus émotionnelle et violente, ils discutent de questions fondamentales d'esthétique qui, pour Aschenbach, sont liées à son rôle d'artiste, compris également comme éducatif. La question centrale est de savoir si la beauté est d'origine artistique ou naturelle et si, en tant que phénomène naturel, elle est supérieure à l'art. Alfried défend avec véhémence la thèse du caractère naturel de la beauté, ce qui est appuyé par l'apparition simultanée du visage de Tadzio dans le film. La beauté se compose de nombreux éléments souvent ambigus — la musique est l'ambiguïté même, ce qu'il démontre au piano avec une simple mélodie du finale de la quatrième symphonie de Mahler —. Les jours suivants, Aschenbach observe comment le garçon joue avec ses compagnons et se baigne dans la mer. Il semble être aimé et respecté, car son nom est souvent prononcé et il donne des instructions lors de la construction d'un château de sable. Son ami le plus proche est Jaschu, un Polonais comme lui, plus costaud et aux cheveux noirs. Dans une scène, ce dernier passe son bras autour de son épaule et l'embrasse sur la joue, ce qui fait sourire l'observateur qui ne tarde pas à déguster quelques fraises achetées sur la plage. Peu après, un client britannique de l'hôtel met en garde avec insistance contre l'achat de fruits frais sur la plage.
Un jour, Aschenbach rencontre le beau jeune homme dans l'ascenseur de l'hôtel, au milieu d'un groupe de jeunes bien rangés, et s'approche très près de lui. Lorsque Tadzio quitte l'ascenseur à reculons, il jette des regards lascifs à l'observateur. Bouleversé, Aschenbach rejoint sa chambre, se souvient d'une autre dispute avec Alfried, accompagnée de reproches personnels, et décide de quitter Venise. Mais la décision est timide et l'adieu à Tadzio, accompagné des mots « Que Dieu te bénisse », n'est que provisoire. Lorsque ses bagages sont échangés à la gare, il se laisse ramener au Lido, soulagé et même heureux d'être à nouveau près de lui. Auparavant, il voit un homme émacié s'effondrer dans le hall de la gare, signe de l'approche d'une épidémie. Il veut bientôt en savoir plus, mais on le fait toujours patienter. Le directeur de l'hôtel, très flatteur, se défend et parle d'histoires à scandale montées en épingle par la presse étrangère.
Lorsque, quelques jours plus tard, le garçon, enveloppé d'un drap de bain blanc et l'épaule nue, se promène près de la cabane de plage d'Aschenbach et le regarde, il est incité à écrire des parties d'une composition. On entend le Misterioso de la troisième symphonie avec le chant d'ivresse de Nietzsche « Oh Mensch ! Gib Acht ! », que l'on retrouve dans la quatrième et dernière partie de son Ainsi parlait Zarathoustra. Le lendemain, toujours au son de la chanson d'ivresse, il se rend comme d'habitude à la plage et rencontre Tadzio sous le ponton de bois couvert, qui parle à deux amis qui viennent de s'éloigner. Tadzio remarque Aschenbach et se tourne coquettement devant lui autour de trois des bâtons. Aschenbach lutte avec lui-même et lève le bras avec hésitation, comme s'il voulait l'aborder. C'est alors que le garçon s'enfuit, le laissant derrière lui. Affaibli, Aschenbach tâtonne le long des cabanes et s'appuie contre l'un des murs en bois, le visage tendu. Alors que Tadzio s'essaie au morceau de piano La Lettre à Élise de Beethoven dans la scène suivante, Aschenbach pense à une rencontre avec la prostituée Esmeralda, qui avait également joué le morceau.
Un soir, le garçon revient d'une excursion et passe tout près d'Aschenbach, leurs regards se croisant. Tadzio lui sourit. Bouleversé, il s'installe sur un banc dans l'obscurité, parle tout seul et finit par avouer : « Je t'aime ! ». Peu après, un groupe de quatre musiciens se produit dans le jardin de l'hôtel et divertit le public avec des chansons de rue langoureuses. Parmi eux, un guitariste et chanteur roux se distingue en interprétant la chanson sentimentale Chi vuole con le donne aver fortuna et en s'approchant des clients sur la grande terrasse en faisant des blagues et des grimaces. Alors que sa prestation insolente amuse de nombreuses personnes présentes, Tadzio et sa mère restent sérieux et réagissent de manière distante, voire embarrassée. Aschenbach semble tendu et reçoit parfois des regards du plus jeune, qui s'appuie gracieusement sur la balustrade avec son avant-bras gauche. Le groupe est expulsé, mais revient pour jouer une chanson populaire amusante avec un refrain qui fait rire, que le saltimbanque accompagne de gestes parfois obscènes. Son rire rythmé est si drôle et irrésistible qu'il a un effet contagieux sur certains auditeurs et même sur la gouvernante et l'une des sœurs de Tadzio.

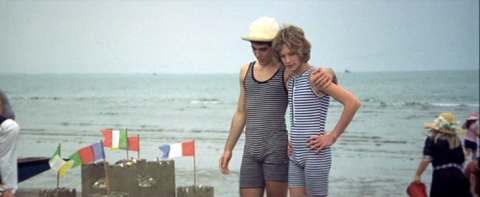
Jaschu et Tadzio sur la plage (et Björn Andrésen).

Le lendemain, un aimable employé d'une agence de voyages de la place Saint-Marc évoque avec hésitation le choléra indien qui se propage depuis quelques années et qui a déjà fait de nombreuses victimes à Venise. Il conseille à Aschenbach de partir plutôt aujourd'hui que demain. Pendant l'explication détaillée, Aschenbach s'imagine s'approcher de la mère distinguée de Tadzio, parée de perles, la mettre en garde contre les dangers et caresser la tête du fils qu'elle a fait venir.
Aschenbach ne parvient pas à maîtriser platoniquement sa passion pour le garçon et à continuer à l'utiliser pour son œuvre. Le vieillard se perd de plus en plus dans des rêveries et des tiraillements pour ce jeune homme inaccessible avec lequel il n'échange pas un mot, mais qui, au fil du temps, remarque sa passion et réagit en lui jetant des regards mystérieux et en posant pour lui. Il suit Tadzio, ses sœurs et la gouvernante à travers les ruelles et les places de Venise jusqu'à la basilique Saint-Marc, où il l'observe en train de prier religieusement. Un coiffeur bavard lui fait teindre en noir ses cheveux grisonnants et sa moustache, maquiller son visage en blanc, farder ses joues, appliquer du rouge à lèvres et mettre une rose à sa boutonnière, et il ressemble désormais à l'importun qui l'avait importuné à son arrivée. Ainsi apprêté, il poursuit à nouveau le groupe jusqu'à ce qu'il s'affaisse sur le sol sale près d'une fontaine et éclate d'un rire désespéré. Dans la scène suivante, il rêve dans sa chambre d'hôtel d'une représentation sifflée à Munich et des reproches d'Alfred. Après qu'il s'est réveillé en sursaut, le visage angélique de Tadzio s'affiche sur fond de ciel bleu.
Aschenbach apprend que la famille polonaise va partir. Alors qu'il se rend sur la plage presque déserte, une dame âgée chante en russe, depuis une chaise de plage, la berceuse des Chants et danses de la mort de Moussorgski. Il porte un costume d'été clair avec une cravate rouge, il boite et il est si affaibli qu'il doit s'appuyer sur un jeune employé de l'hôtel. Assis dans la chaise longue, épuisé et les bras ballants, il observe une dernière fois le garçon tandis que la couleur de ses cheveux teints coule sur son visage échauffé. Inquiet, il remarque comment le jeu avec Jaschu, physiquement supérieur, dégénère. Irrité par un jet de sable de Tadzio, ce dernier l'entraîne dans un pugilat, ne le lâche pas d'une semelle et lui écrase le visage contre le sol. Après s'être un peu remis et avoir refusé un geste de réconciliation, Tadzio descend vers la mer, où le soleil se reflète, tandis que les sons enlevés de l'adagietto se font à nouveau entendre. Il patauge dans l'eau peu profonde qui s'approfondit lentement jusqu'à ce qu'il atteigne un banc de sable. Il se retourne lentement et regarde par-dessus son épaule en direction de la rive et d'Aschenbach, qui suit ses mouvements alors que sa mort se rapproche. Tadzio lève lentement le bras et pointe du doigt au loin. Aschenbach tente de se relever, mais s'écroule mort dans sa chaise longue.

## Fiche technique
Sauf indication contraire, les informations mentionnées dans cette section peuvent être confirmées par les bases de données cinématographiques IMDb et Unifrance,  présentes dans la section « Liens externes ».
- Titre original : Morte a Venezia
- Titre français : Mort à Venise
- Réalisation : Luchino Visconti
  - Assistance réalisation : Albino Cocco et Paolo Pietrangeli
- Scénario : Nicola Badalucco et Luchino Visconti, d'après la nouvelle La Mort à Venise de Thomas Mann et également du roman Le Docteur Faustus de Thomas Mann
- Musique (non originale) : Gustav Mahler (Misterioso de la Symphonie no 3 de Mahler et Adagietto de la 5e symphonie), Modeste Moussorgski (Berceuse), Ludwig van Beethoven (Pour Élise) et Franz Lehár (valse de La Veuve joyeuse)
- Décors : Ferdinando Scarfiotti
- Costumes : Piero Tosi
- Photographie : Pasquale De Santis
- Montage : Ruggero Mastroianni
- Production : Luchino Visconti
  - Production associée : Robert Gordon Edwards
  - Production déléguée : Mario Gallo (it)
- Sociétés de production : Alfa Cinematografica, Production Editions cinématographiques françaises
- Pays de production :  Italie,  France
- Langue originale : italien[1]
- Format : couleur - 2,35:1 - 35 mm
- Genre : drame
- Durée : 130 minutes
- Dates de sortie :
  - Royaume-Uni : 1er mars 1971 (avant-première à Londres)
  - Italie : 5 mars 1971 (Milan)
  - France : 23 mai 1971 (festival de Cannes 1971) ; 4 juin 1971 (sortie nationale)
- Affiche : René Ferracci (France)

## Distribution
Sauf indication contraire, les informations mentionnées dans cette section peuvent être confirmées par la base de données cinématographiques IMDb,  présente dans la section « Liens externes ».

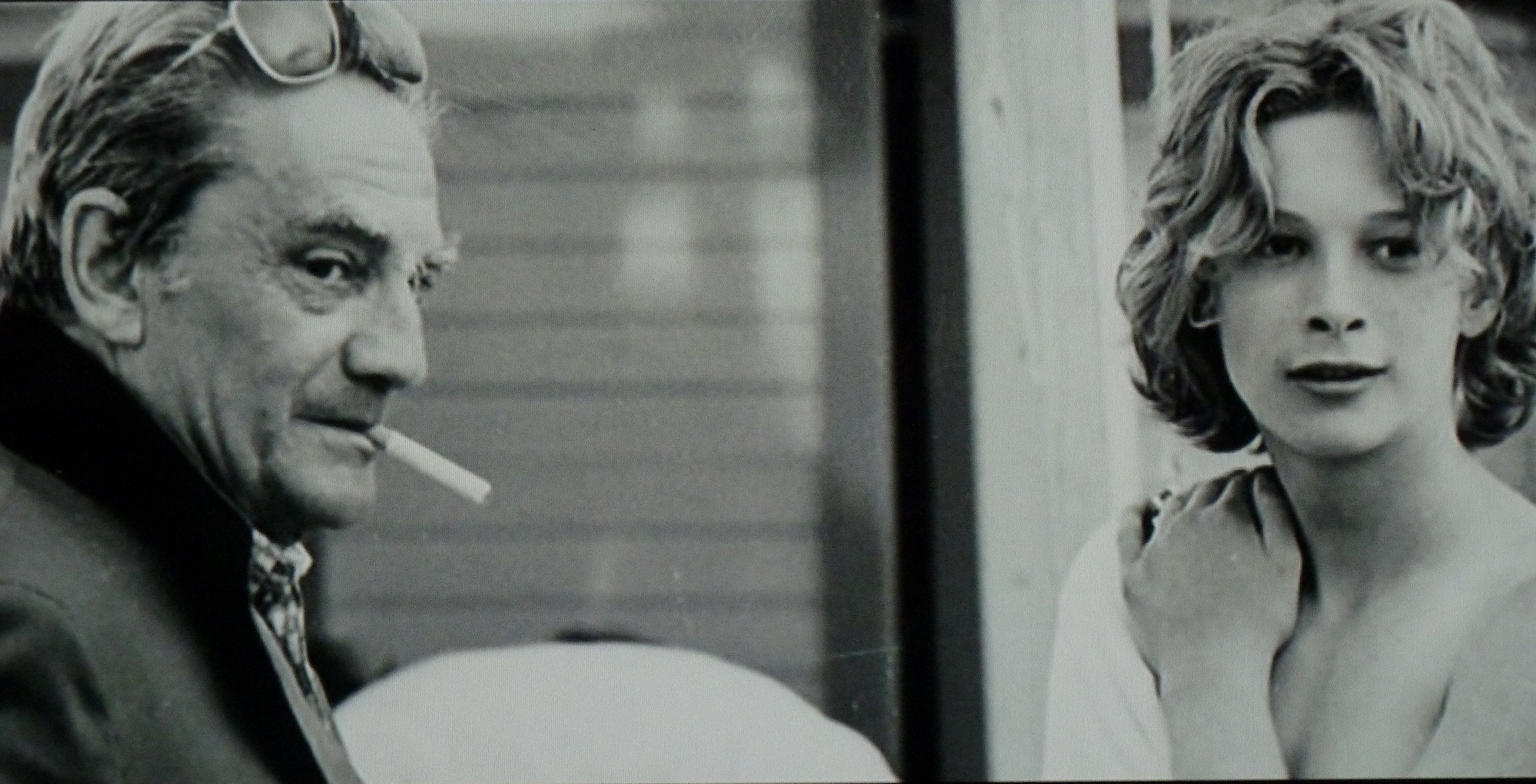
Luchino Visconti et Björn Andrésen (Tadzio) sur le tournage du film.

- Dirk Bogarde (VF : Roland Ménard) : le compositeur Gustav von Aschenbach
- Silvana Mangano : la baronne Moes, mère de Tadzio
- Björn Andrésen : Tadzio
- Eva Axén : La sœur aînée de Tadzio
- Mark Burns (VF : Jean Berger) : Alfred
- Marisa Berenson : Mme von Aschenbach
- Romolo Valli (VF : Albert Médina) : le directeur de l'hôtel
- Franco Fabrizi : le barbier
- Nicoletta Elmi : une petite fille à table
- Nora Ricci : la gouvernante
- Carole André : Esmeralda
- Sergio Garfagnoli (it) : Jaschu, un jeune polonais
- Bruno Boschetti (it) : l'employé de la gare
- Ciro Cristofoletti : un employé de l'hôtel
- Masha Predit (en) : une touriste, qui chante une berceuse russe de Moussorgski sur la plage
- Marco Tulli : l'homme qui s'écroule à la gare
- Leslie French (en) : l'agent de voyage
- Antonio Apicella : le vagabond
- Luigi Battaglia : le jeune voyou
- Dominique Darel : la touriste anglaise

## Production

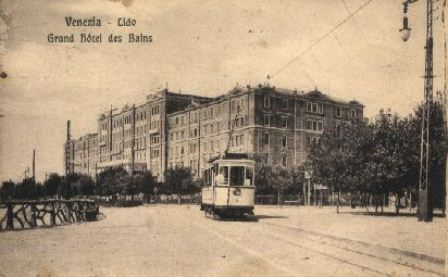
Le Grand Hôtel des Bains était le lieu de vacances de Mann et a également servi de lieu de tournage pour l'adaptation cinématographique.

Visconti a tourné de nombreuses scènes au Grand Hôtel des Bains situé sur le Lido de Venise, là où Thomas Mann avait passé ses vacances en 1911, ce qui lui avait inspiré la nouvelle. Avec sa famille, le jeune Visconti faisait lui-même partie l'année suivante de la société distinguée de l'hôtel, qu'il devait mettre fidèlement en scène dans son film près de 60 ans plus tard. Outre son charme cosmopolite, il respire également cette élégance discrète que l'on retrouve dans le Grand Hôtel de Balbec de Marcel Proust. Parallèlement à Mort à Venise, Visconti prévoyait d'ailleurs également de commencer une adaptation cinématographique d'À la recherche du temps perdu, un projet qui ne verra jamais le jour. Pour Mort à Venise, les scènes rétrospectives ont été tournées en Autriche et en Italie du Nord.
Au début, il y eut des difficultés organisationnelles et juridiques, car les droits cinématographiques avaient déjà été attribués. L'administratrice de la succession Erika Mann les avait vendus en 1963 pour 18 000 dollars américains à l'acteur et réalisateur José Ferrer et au producteur de films Joseph Besch, qui ont ensuite commandé un scénario à H. A. L. Craig (de), dans lequel Aschenbach était un écrivain comme dans la nouvelle. Dans un premier temps, Ferrer voulait réaliser le film, mais il s'est ensuite retiré au profit de Franco Zeffirelli.
Le rôle principal a été refusé par des acteurs de renom. Outre John Gielgud et Burt Lancaster, Alec Guinness s'est également désisté. Pour Piers Paul Reads, il s'agit de la « plus grande occasion manquée » de sa vie, puisqu'il fait partie des rares acteurs capables d'incarner un écrivain de manière convaincante. Après de longues négociations entre les avocats, un contrat fut signé en mars 1970, par lequel Ferrer, qui avait d'abord voulu reprendre lui-même le rôle d'Aschenbach, vendit ses droits à Visconti pour 72 000 dollars américains.
Dès le tournage, des conflits et des altercations ont éclaté, principalement à cause de la relation entre Mahler et Aschenbach. Le célèbre modèle littéraire, la grande société cinématographique et des noms comme Visconti et Bogarde ont contribué à ce que l'adaptation soit attendue avec curiosité et que des discussions aient lieu avant même que le film ne soit sorti en salles. Cet intérêt s'est traduit par des articles de presse et des contributions dans des revues cinématographiques et littéraires, qui traitaient de la transformation de l'écrivain en compositeur et de la musique utilisée. L'article le plus influent fut le long article Visconti in Venice du critique de cinéma américain Hollis Alpert (en), publié en août 1970 dans Saturday Review, un hebdomadaire renommé. Alpert s'était rendu à Venise pour discuter avec Visconti des travaux en cours. Comme le réalisateur n'était pas disponible, le critique s'est tourné vers Dirk Bogarde, qui était prêt à parler du film et de son rôle et qu'il considérait comme une source fiable. Bogarde a rapporté une anecdote de Visconti qui l'aurait incité à transformer l'écrivain en compositeur du début du XXe siècle : Thomas Mann aurait rencontré dans un train, sur le chemin du retour de Venise, un homme de cinquante et un ans en pleurs, aux cheveux teints et mal maquillés, visiblement en grande détresse. Il lui aurait parlé et aurait appris qu'il s'agissait de Gustav Mahler lui-même, amoureux d'un garçon qui incarnait la beauté, la pureté et l'innocence. À la fin du film, Bogarde serait sur la plage dans le rôle d'Aschenbach et observerait le garçon qui quitterait bientôt Venise, infestée par le choléra.
La rencontre dans le train n'a pas eu lieu et est une pure invention. Elle n'a pas pu se produire, ne serait-ce que parce que le compositeur, malade du cœur, était en proie à d'autres soucis lors des dernières étapes de sa vie à New York, Paris et enfin Vienne. Comme le décrit Alpert, les premiers essais de maquillage faisaient ressembler étrangement l'acteur à Mahler, ce qui paraissait trop proche pour les personnes impliquées, qui ont donc opté pour une ressemblance avec Thomas Mann.

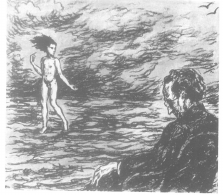
Der Tod, lithographie de Wolfgang Born.

L'article d'Alpert a donné lieu à de nombreuses lettres de lecteurs adressées à la revue. Ainsi, en octobre de la même année, la veuve de Thomas Mann, Katia, soulignait que l'anecdote de la rencontre dans le train était farfelue et que « le protagoniste et l'intrigue [...] n'avaient absolument aucun rapport avec Mahler ». La deuxième fille de Mahler, Anna, a également réagi et a nié « toute intention de la part de Thomas Mann d'identifier Aschenbach à Mahler ». Elle renvoya à une lettre de Golo Mann qui aurait parlé d'un mensonge. Visconti a ensuite lui aussi nié toute ressemblance physique avec Mahler. Il n'avait pas l'intention de « faire apparaître Bogarde d'une manière ou d'une autre différente de l'idée qu['il se] faisai[t] d'Aschenbach ».
Thomas Mann avait cependant lui-même souligné les relations entre le fameux compositeur et le personnage de sa nouvelle. Dans une lettre du 25 mars 1921, il écrivit à l'historien de l'art Wolfgang Born (de) que la mort de Mahler, qu'il avait appris « sur l'île de Brioni » par le biais de la presse viennoise, avait été intégrée dans le concept de la nouvelle. La « personnalité dévorante et intense » du musicien avait fait sur lui « la plus forte impression ». Les « secousses de sa mort » se seraient « mêlées aux impressions et aux idées » qui « ont donné naissance à la nouvelle ». Il aurait donné à son « héros en proie à une décadence orgiaque non seulement le prénom du grand musicien », mais aussi « le masque de Mahler » dans la description extérieure. La dernière image du recueil, intitulée Der Tod (« la mort »), montre la tête d'Aschenbach et porte « indéniablement » les traits de Mahler. La lettre fut publiée en tant que préface au recueil d'images Der Tod in Venedig (qui reprend le titre originale de la nouvelle de Thomas Mann), qui contenait neuf lithographies de Wolfgang Born.

### Luchino Visconti
Luchino Visconti se sentait proche de la culture, de la littérature et de la musique allemandes et, outre Goethe, il appréciait particulièrement Thomas Mann. Selon lui, la société européenne de la Belle Époque a produit de plus grands contrastes et de plus grandes réalisations esthétiques que le présent [les années 1960], qui est gris, nivelé et inesthétique. Ses films sont donc marqués par un retour nostalgique à la modernité classique, « trempés » dans « la musique allemande, Mahler, Wagner » et dans l'œuvre de Thomas Mann et, comme chez l'écrivain vénéré, imprégnés du « mystère de la maladie et de la souffrance ». Dans sa trilogie allemande, il s'est penché sur les signes de décadence de la culture allemande et s'est particulièrement intéressé au cycle de quatre opéras de Richard Wagner, L'Anneau du Nibelung.
Visconti était depuis longtemps familier de la nouvelle de Thomas Mann. Comme l'explique son ami de l'époque Horst P. Horst, il portait déjà au milieu des années 1930 trois exemplaires reliés en cuir rouge : À la recherche du temps perdu de Marcel Proust, Les Faux-monnayeurs d'André Gide et La Mort à Venise de Thomas Mann.
Il a conçu le livret Mario e il Mago d'après la nouvelle Mario et le Magicien, qui ne pouvait pas être publiée en Italie à cause de son ton critique à l'époque du fascisme italien. Selon le compositeur Franco Mannino, qui lui est apparenté, il a rencontré Thomas Mann en personne lorsque celui-ci a autorisé l'adaptation et a également examiné la partition et l'instrumentation de Mannino. Chorégraphié par Léonide Massine, le ballet fut créé le 25 février 1956 à la Scala de Milan. Avec l'opéra Luisella, mis en scène en 1969 d'après le récit caustique Luischen (de), Mannino mit en musique une autre œuvre de Thomas Mann. Dans les journaux intimes, on ne trouve aucune confirmation d'une rencontre avec Visconti et Mannino, alors qu'un autre contact avec la famille Mann est attesté : Après qu'Elisabeth Mann-Borgese, la plus jeune fille de Thomas Mann, eut attiré l'attention de sa sœur Erika sur le succès du ballet, celle-ci envoya un télégramme à Visconti, faisant les louanges de Mario et lui demandant s'il était intéressé par la « production d'un film sur Félix Krull avec une compagnie de premier ordre » en tant que coproduction germano-italienne. Le projet n'ayant pas pu être réalisé par Visconti, le réalisateur souhaité par Erika, il fut finalement réalisé par Kurt Hoffmann avec Horst Buchholz dans le rôle-titre : Les Confessions de Félix Krull (1957).
Toute sa vie, il a voulu adapter d'autres œuvres de Thomas Mann, comme L'Élu, Tonio Kröger ou Joseph et ses frères. Lorsque des difficultés surgirent pour adapter le vaste roman d'époque La Montagne magique, il envisagea de tourner Le Mirage avec Ingrid Bergman dans le rôle de la protagoniste. En raison du sujet délicat de la nouvelle finalement choisie, il lui fallut beaucoup de temps pour réunir le budget de production d'un total d'environ deux millions de dollars américains. Dirk Bogarde se souvient dans son autobiographie que le studio Warner Brothers, coproducteur du film, ne voulait tout d'abord pas le sortir aux États-Unis, car il craignait une censure pour cause d'obscénité.
Sa version de la nouvelle laisse apparaître des références autobiographiques : Avant même la Première Guerre mondiale, un an après le séjour de Thomas Mann, il avait visité Venise avec sa mère et sa grand-mère. À travers les images de la plage et de sa lumière, des enfants qui jouent et des gouvernantes attentives, il a résumé les jours de vacances heureux qu'il a vécu à cette époque. En créant le personnage de la mère de Tadzio, interprétée avec majesté par Silvana Mangano, Visconti a fait le portrait de sa propre mère, Carla Erba, et lui a rendu un hommage cinématographique. Cela se reflète également dans les vêtements choisis. Ainsi, le costumier Piero Tosi, nommé aux Oscars, expliqua que la dame distinguée devait être vêtue comme Donna Carla, qui, sur de nombreuses photographies, portait « des mètres et des mètres de [...] tulle ». Visconti expliqua à l'actrice comment sa mère mettait d'un geste brusque son foulard pour voir si elle pouvait reproduire ce geste à l'identique. Une fois le film terminé, il lui aurait dit qu'il se souviendrait d'elle non seulement comme la mère de Tadzio, mais aussi comme la « mère de la beauté et de la mort » et qu'elle serait toujours liée à sa propre mère. La comtesse Visconti, vénérée pour sa beauté, arrivait sur la plage avec un entourage de domestiques et de nounous et y disposait de plusieurs cabines. Malgré toute son élégance, la personne représentée ne semble pas aussi « froide et mesurée » que Thomas Mann la décrit dans l'original, mais plutôt compatissante et attachante.
Le personnage d'Aschenbach du film n'évoque pas seulement Thomas Mann et Gustav Mahler, mais aussi Visconti lui-même : Tout juste arrivé dans sa chambre d'hôtel, il aligne les photos de sa famille, les regarde avec amour et embrasse le portrait de sa femme. Ainsi, le réalisateur ne caractérise pas seulement le voyageur qui interroge sa conscience, mais fait allusion à son habitude d'arranger dans les hôtels et autres maisons « avec amour les photographies de ses parents, de ses frères et sœurs, de sa mère », comme s'il voulait avec elles « invoquer ses propres démons ». Aschenbach voyage au loin pour se remettre d'un échec. Le fait qu'il se souvienne de son évanouissement après le concert hué et sifflé évoque également Visconti. Selon ses propres dires, il a traité dans la dernière analepse un concert de sifflements qui avaient accueilli dix ans plus tôt le film Rocco et ses frères, une de ses œuvres néoréalistes les plus connues.
Visconti souligna à plusieurs reprises sa parenté spirituelle avec Thomas Mann, né 31 ans avant lui, et se considérait comme appartenant à la même époque. Bien qu'il ait étudié son œuvre en profondeur, il n'était pas intéressé par une réalisation trop fidèle à l'œuvre originale. Comme Franz Seitz Jr. par exemple, il préférait les modèles d'auteurs décédés « pour éviter certaines résistances », et alla jusqu'à faire part de ses préoccupations à la famille survivante, qui devait être « aussi diminuée que possible ». Lorsqu'il a adapté le roman L'Étranger, il a été choqué que la veuve d'Albert Camus lui demande d'être fidèle à l'œuvre. Le critique de cinéma Youssef Ishaghpour a caractérisé la méthode consistant à modifier sensiblement l'œuvre d'un écrivain et à en faire l'essence d'une nouvelle création comme une « adoption légitime ». Il serait absurde d'attendre des réalisateurs de films qu'ils soient fidèles à l'œuvre littéraire. Ceux qui ont travaillé avec Visconti ou l'ont regardé faire, comme Michelangelo Antonioni, savent « que pour lui, adapter signifie adopter ».
Outre Mort à Venise et le film dramatique La Peur de Roberto Rossellini, huit films d'auteur de réalisateurs italiens, adaptés d'œuvres germanophones, ont été réalisés entre 1954 et 1996. Parmi eux, on trouve La Plus Belle Soirée de ma vie (1972) d'Ettore Scola d'après La Panne (1958) de Friedrich Dürrenmatt, La Légende du saint buveur (1988) d'Ermanno Olmi, d'après la nouvelle éponyme (1939) de Joseph Roth, Mio caro dottor Gräsler (1990) de Roberto Faenza d'après le roman Dr. Gräsler, Badearzt (1917) d'Arthur Schnitzler et Les Affinités électives (1996) de Paolo et Vittorio Taviani d'après l'œuvre éponyme (1809) de Goethe, alors que l'on ne trouve pas d'intérêt comparable de la part des metteurs en scène allemands pour la littérature italienne.

### Attribution des rôles

#### Dirk Bogarde

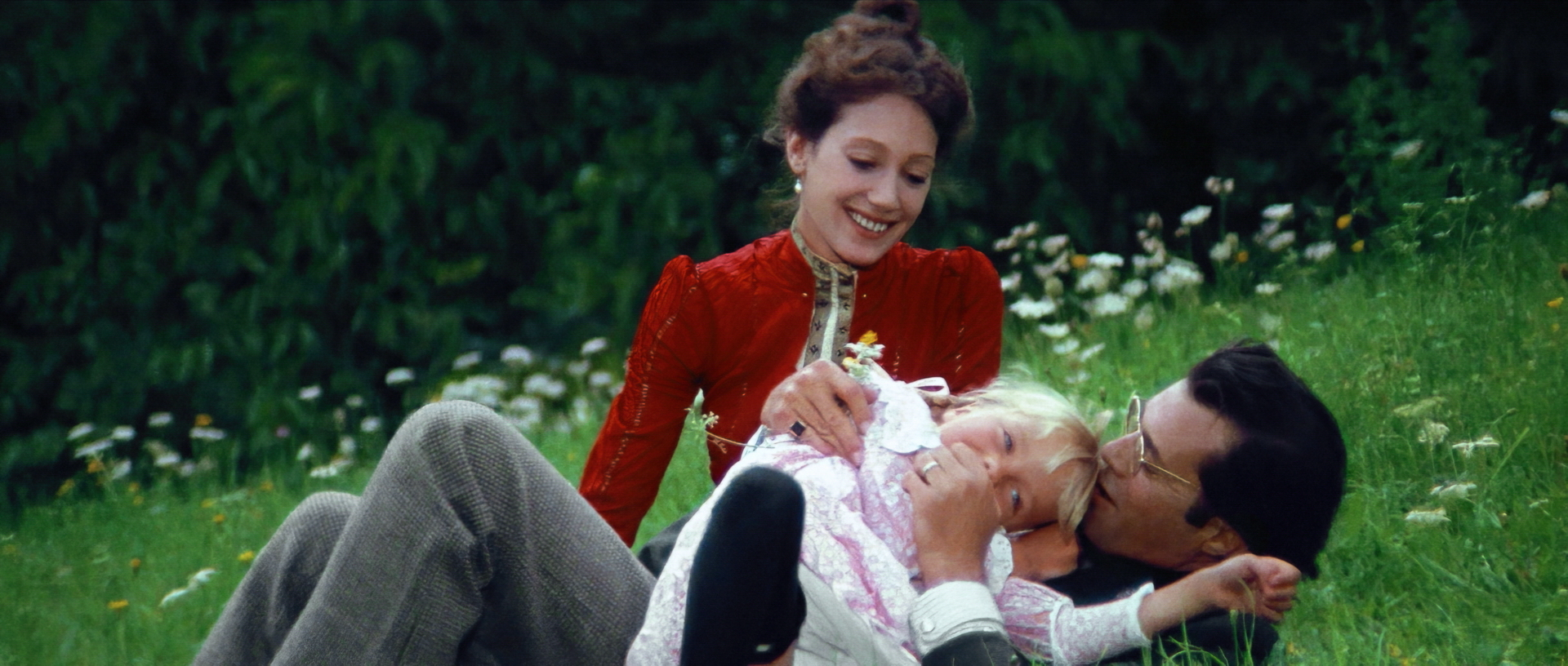
Marisa Berenson et Dirk Bogarde dans une scène du film.

Pendant le tournage du film Les Damnés, dans lequel un personnage nommé « Aschenbach » apparaît également sous la forme d'un SS joué par Helmut Griem, Visconti promit à l'acteur principal Dirk Bogarde un rôle dans son prochain projet. Bogarde l'emporta entre autres sur Burt Lancaster, qui était également intéressé. Dans le film policier La Victime (1961), Bogarde avait déjà joué dans une œuvre à caractère homosexuel et avait reçu des éloges pour son interprétation de Melville Farr.
Bogarde reçoit un cachet de 120 000 dollars américains pour le film. Lorsqu'il arrive au Grand Hôtel des Bains pour la première scène, il dit avoir été ramené à l'époque d'Édouard VII du fait du décor Art nouveau. Il passe environ trois heures au maquillage et a ensuite l'impression de ressembler à David Lloyd George, tandis qu'il rappelait Rudyard Kipling à son compagnon Anthony Forwood (en). Il s'est avéré que ce rôle, qui ne comportait même pas trente scènes parlées, lui demandait beaucoup et allait être le plus difficile de sa vie. Il était un homme de parole qui, pour Visconti, devait s'effacer derrière les images. La scène de la mort, dans laquelle il devait exprimer des sentiments tels que la douleur et la pitié, la peur, l'amour et l'indignation, lui prit plus de trois jours. Malgré les contraintes du tournage à Venise, qui dure environ neuf semaines, il est satisfait et écrit à quel point Visconti travaillait bien avec son budget limité et obtiendrait des effets visuels similaires à ceux du Guépard. Cependant, la Warner aurait plutôt souhaité une fille comme objet d'admiration et se serait inquiétée du succès commercial du projet. Une fois le tournage terminé à Venise, Visconti invite l'équipe du film à dîner sur l'île de Torcello et trinque en l'honneur de Bogarde, avant d'être ovationné. L'équipe se rend ensuite à Rome pour tourner les scènes avec Mark Burns, qui devait incarner Alfried « comme un diable » selon les instructions de Visconti. Bogarde l'avait vu dans la série télévisée Saki (en) (d'après la nouvelle de l'écrivain britannique du même nom) et dans les films La Charge de la brigade légère (1968) et La Vierge et le Gitan (1970), et l'avait recommandé à Visconti. Plus tard, Burns s'est souvenu à quel point Bogarde était empathique et serviable et à quel point les acteurs admiraient Visconti et tombaient dans un silence religieux dès qu'il apparaissait sur le plateau. Bogarde aurait perçu Visconti comme une figure paternelle, tout en le rassurant lorsqu'il était mal à l'aise avec un détail.
Son interprétation d'Aschenbach a été largement saluée et a même été jugée digne d'un Oscar ; ainsi, des critiques de cinéma comme Patrick Gibbs, Judith Crist et George Melly, qui a écrit dans l'Observer que Bogarde devait gagner l'Oscar, sinon « il n'y aurait pas de justice ». Un article du magazine Variety n'allait pas aussi loin ; l'auteur reconnaissait toutefois que Bogarde s'était amélioré et qu'il acceptait désormais des rôles qui lui correspondaient.
Outre les appréciations positives, des voix critiques se sont également élevées. Geoffrey Moorhouse, rédacteur du Guardian, avait déjà qualifié la prestation de Bogarde de médiocre et avait jugé qu'Alec Guinness aurait été un bien meilleur choix. Selon lui, ce dernier était un acteur hors pair et avait plus de facilité à se glisser dans la peau d'autres personnalités. Dans une critique, John Simon a critiqué l'apparence et les mimiques de l'acteur. Bogarde devrait avoir l'air froid et intellectuel, mais l'expression de son visage est plutôt boudeuse et fade. Bien que le personnage incarné n'ait que cinquante ans, l'acteur se présente comme un vieillard octogénaire et, avec ses vêtements blancs et son chapeau, il évoque moins La Mort à Venise que Les Vacances de monsieur Hulot. Bogarde travaille par moments avec des grimaces exagérées, comme lorsqu'Aschenbach se réjouit de pouvoir rester plus longtemps à Venise après l'erreur d'un employé, en regardant Tadzio ou en mangeant une fraise.
Pour Dirk Bogarde, ce rôle représente le point culminant, voire l'apothéose de sa carrière artistique. Il pouvait certes accepter d'autres rôles, mais jamais espérer surpasser sa prestation ou jouer dans un meilleur film. Après sa collaboration avec Visconti, il s'installe dans le sud de la France avec Anthony Forwood pendant une vingtaine d'années. Sa lecture de la nouvelle (Death in Venice) est parue en 1995 chez Random House sous forme de livre audio.

#### Björn Andrésen
Pendant le tournage, Visconti immortalise sa longue quête de l'éphèbe et de l'ange de la mort dans le film documentaire Alla ricerca di Tadzio (1970). Elle le mène pendant des mois à travers les villes d'Europe centrale et septentrionale, où il se fait présenter les plus beaux garçons blonds qui veulent poser pour lui. Il fait finalement la connaissance de l'acteur suédois Björn Andrésen à Stockholm. Lors de leur première rencontre, le silence s'est prolongé plus longtemps que d'habitude, jusqu'à ce qu'il dise en français à son assistante de lui demander d'enlever son pull et de regarder l'objectif. Il le trouva « très beau », même s'il le trouva d'abord « un peu trop grand », et finit par se décider pour lui. Lorsque les premières prises de vue ont lieu quelques mois plus tard, il a déjà grandi et, selon Piero Tosi, il a perdu un peu de sa grâce initiale. Conformément au contrat, Andrésen est accompagné non seulement par sa grand-mère, mais aussi par une institutrice, afin de ne rien manquer sur le plan scolaire.
Alors que Bogarde était une vedette de cinéma établie, Andrésen, âgé de quinze ans, n'avait jusqu'alors joué qu'un petit rôle secondaire dans le film Une histoire d'amour suédoise. Pour le rôle central de Tadzio, il ne reçoit que 5 000 dollars américains. Bogarde décrit le jeu d'Andrésen comme étant professionnel. Il n'a pas l'air d'un enfant acteur, mais d'un « véritable acteur », comme s'il était dans le métier depuis longtemps. Andrésen, quant à lui, se souvient en 2003 à quel point Bogarde s'est toujours montré poli et respectueux à son égard. Lorsque Visconti lui demande de lire la nouvelle, Andrésen pense d'abord qu'il s'agit de « quelque chose de pornographique », car il ne connait pas l'œuvre de Thomas Mann. Pour lui, Visconti est une autorité qui n'avait pas besoin de « hausser le ton » et qui lui a appris à faire confiance à son intuition pour jouer le personnage. Il s'était comporté comme un « véritable aristocrate », « aimable mais distant ».
Dans les années qui suivent la sortie du film, il a du mal à vivre sa célébrité précoce. En 2003, il accuse la féministe australienne Germaine Greer d'avoir utilisé, sans son consentement, une photo de lui prise par David Bailey sur le plateau de tournage de Mort à Venise comme couverture de son ouvrage The Beautiful Boy. En marge du Festival de Cannes, il avait déjà été invité dans une discothèque gay où il se sentait harcelé par des hommes plus âgés. Le documentaire L'Ange blond de Visconti décrit les difficultés qu'Andrésen éprouve d'être continuellement considéré comme « le plus beau garçon du monde » et les défis que cela pose pour sa vie future.

#### Rôles secondaires
Le premier rôle féminin — celui de la mère de Tadzio — est dévolu à la vedette italienne d'après-guerre Silvana Mangano. Mangano n'a pourtant pas été choisie initialement par manque de fonds. Une autre actrice a été contactée, mais après avoir lu le script, elle a refusé le rôle parce qu'elle n'avait selon elle pas suffisamment de lignes de dialogue, reléguant la mère de Tadzio au rang de figurante. Mangano, en entendant cela, s'est proposée pour le rôle sans demander de compensation.
Pour les rôles secondaires, ce sont principalement des acteurs italiens et britanniques qui ont été engagés, dont l'Américaine Marisa Berenson pour ses débuts au cinéma ainsi que l'actrice française Carole André, qui avait déjà fait quelques apparitions à l'époque dans le western Le Dernier Face à face (1967) ou dans Dillinger est mort (1969) avec Michel Piccoli.

### Musique
Visconti décide de se passer d'une musique spécialement composée pour le film et fait appel, outre Gustav Mahler, à d'autres compositeurs comme Modeste Moussorgski, Ludwig van Beethoven et Franz Lehár (La Veuve joyeuse).
Visconti se sert de l'adagietto post-romantique de la cinquième symphonie de Mahler, à de nombreuses reprises pour traduire les états d'âme d'Aschenbach. Dans la nouvelle, les quelques allusions à la musique sont liées aux moments où le subconscient d'Aschenbach s'exprime ou dans ceux où la rationalité et la culture semblent menacées par la folie ambiante. Dans le film en revanche, elle fait de manière continue partie intégrante de l'œuvre.
Après s'être fait jouer d'autres œuvres de Mahler, Visconti entend un jour le morceau et est surpris de voir à quel point il s'accorde parfaitement avec les mouvements et les images, « le découpage, tout le rythme, comme s'il avait été composé spécialement pour cela ». De la scène d'ouverture à la scène de la mort, il résonne quatre fois dans de longs extraits et une fois en version piano dans le premier flash-back, où Alfried l'interprète au piano. Le caractère intime de cette lente musique marque le film et accompagne les déplacements du protagoniste à travers Venise. Il en va de même pour la partie centrale plus dynamique, marquée par une échelle chromatique wagnérienne agitée, qui fait allusion au leitmotif du regard dans Tristan et Isolde. L'adagietto fonde la quête solitaire d'Aschenbach vers quelque chose de nouveau sur une mélancolie insistante et suggère que les espoirs cachés dans son désir de beauté sont vains.
D'autre part, des chansons populaires interprétées par Tonino Apicella sont utilisées de façon intradiégétique dont Canti Nuovi d'Armando Gill et 'A risa de Berardo Cantalamessa. Thomas Mann a vraisemblablement pu entendre cette dernière chanson à Venise, et la nouvelle originale décrit « une gaudriole en dialecte, satirique, effrontée et agrémentée d’un refrain d’éclats de rire » qui y fait probablement référence.

## Exploitation
Le film a été présenté en première mondiale à Londres le 1er mars 1971, en présence de la reine Élisabeth II et de la princesse Anne, et a permis de récolter des fonds pour la préservation de Venise. En Italie, il est sorti le 5 mars 1971 à Milan. En France, il sort le 23 mai 1971 au festival de Cannes 1971 et en sortie nationale le 4 juin 1971. Mort à Venise est sorti en Allemagne de l'Ouest le 4 juin 1971 ; la première diffusion télévisée a eu lieu le 14 mars 1993 sur la chaîne ZDF. En Allemagne de l'Est, il a été projeté pour la première fois en 1974.
Par certaines déclarations, Katia Mann et Visconti ont tenté de prévenir des scandales potentiels qui ont cependant éclaté après la sortie du film. Klaus Pringsheim, le beau-frère de Thomas Mann, envoya une lettre de protestation virulente à la société de production cinématographique. Il parlait d'un « crime de double calomnie » à la fois contre Mahler, « dont l'image vénérable est pitoyablement déshonorée », et contre Thomas Mann, dont le « roman » (sic) est stigmatisé comme source de calomnie pour « des millions de cinéphiles qui ne l'ont pas lu ». Il faudrait « faire quelque chose pour réparer une injustice impardonnable et pour protéger les noms de deux géants de la littérature et de la musique européennes de nouvelles insultes ». La lettre ouverte avait été signée par des chefs d'orchestre comme Otto Klemperer, Fritz Mahler (de) et Wolfgang Sawallisch ainsi que par le président de la Internationale Gustav Mahler Gesellschaft (de) Erwin Ratz et avait été publiée en décembre 1972 dans la revue Österreichische Musikzeitschrift (de) sous le titre Protest gegen Mahler-Diffamierung. Il a été diffusé que l'intrigue du film « se basait [...] sur un épisode de la vie de Gustav Mahler », ce qui est contraire aux faits et à la nouvelle, qui est liée à une expérience personnelle de Mann à Venise en 1911 et qui, pour le reste, est le produit de son imagination. Aschenbach présente certes certaines références autobiographiques, mais c'est « un personnage inventé ». Tadzio est « l'image d'un beau garçon » que l'auteur a rencontré dans la ville et qui vit maintenant à Varsovie sous le nom de baron Wladyslaw Moes. En guise de révérence au compositeur, Thomas Mann aurait choisi le prénom Gustav et lui aurait donné l'apparence de Mahler. Il a été reproché à Visconti d'avoir falsifié le récit et sa base historique ; des allusions à la mort de la fille et un passage de la quatrième symphonie, avec lequel Alfried aurait voulu étayer ses thèses, auraient fait croire à l'authenticité.
Katia Mann a confirmé que la description détaillée de Tadzio était justement due à son voyage à Venise. Dans une interview tardive, elle a expliqué que le « garçon très charmant, beau comme un dieu, âgé d'environ treize ans » avec son « costume de marin, un col ouvert et un joli tricot » avait attiré l'attention de son mari. Il avait été fasciné, l'avait aimé « plus que de raison » et l'avait « toujours observé sur la plage avec ses camarades », bien qu'il ne l'ait pas « suivi dans toute Venise ».
Après un certain temps, les choses se sont calmées, d'autant plus que Michael Thomas Mann a pris la défense de Visconti dans une autre lettre ouverte, justifiant son approche par la technique de son père. La nouvelle avait été bien transposée au cinéma et le « pari artistique » avait été réussi, car les « relations latentes avec Mahler étaient rendues visibles et audibles ». L'« Aschenbach à l'écran » était cependant « dès le début un homme brisé [...], un excentrique névrosé » qui mourait « tristement » et auquel il manquait la hauteur de chute schopenhauerienne de l'original.

## Distinction
- Festival de Cannes 1971 : Prix du 25e anniversaire du Festival international du film, décerné à Luchino Visconti pour Mort à Venise et l'ensemble de son œuvre

## Adaptations deMort à Venise
- Death in Venice, opéra en deux actes composé par Benjamin Britten en 1973
- Mort à Venise, ballet de John Neumeier en 2004